# Lago de Yojoa
Der Lago de Yojoa ist der größte Binnensee in Honduras, er grenzt an das Departamento Santa Bárbara.
Im Gegensatz zu seinen Nachbarländern verfügt Honduras nur über kleinere Binnenseen, deren größter, der Lago de Yojoa, durch seinen Artenreichtum bei Fischen und Vögeln hervorsticht. An den Ufern und in der näheren Umgebung brüten und nisten bis zu 750 Vogelarten; der See ist ein beliebtes lokales Ausflugs- und Reiseziel. Teile der Umgebung des Sees werden landwirtschaftlich genutzt durch den Anbau von Ananas, Kaffee und Citrusfrüchten sowie forstwirtschaftlich durch Kiefernkulturen.
Am Ufer des Sees liegt auch Los Naranjos, ein archäologischer Ausgrabungsort, mit Wanderpfaden durch den Feuchtwald und Aussichtsplattformen zur Vogelbeobachtung. Am Abfluss des Sees befindet sich ein Wasserkraftwerk.

## Geografie
Der See liegt 61,2 km von San Pedro Sula entfernt und hat eine Fläche von 90 km². Er liegt auf einer Höhe von 632 m über dem Meeresspiegel und ist von bis zu 2600 m hohen Bergen umgeben. Die Süd-Nord-Ausdehnung beträgt 17,7 km, die West-Ost-Ausdehnung 9,21 km. Der See liegt in einer der feuchtesten Zonen des Landes mit einer durchschnittlichen Niederschlagsmenge von 3200 mm/Jahr und circa 22 °C Durchschnittstemperatur. An den See grenzen zwei Nationalparks: Cerro Azul Meambar an der Südküste und Santa Bárbara an der Nordküste. Südlich liegen die Cataratas de Pulhapanzak.

## Umweltprobleme
Durch Rodung und Minenbetriebe in den umliegenden Bergen ist der Lago de Yojoa in seiner Existenz bedroht, Jahr für Jahr sinkt sein Pegel. Daher hat sich die Stiftung Exo-Lago gegründet, die den See und sein Ökosystem in Zusammenarbeit mit den Fischern und den Bauern retten möchte.